# Радин, Игор
Игор Радин (сербохорв. Игор Радин, словен. Igor Radin; 1 мая 1938 года, Нови-Сад — 27 сентября 2014 года, Любляна) — югославский хоккеист и гребец (академическая гребля).

## Биография
Игор был членом клуба по академической гребле «Любляна» и как представитель клуба выступил за Югославию на летних Олимпийских играх 1960 года в Риме среди экипажей распашных четвёрок с рулевым, однако в финал не вышел. Параллельно Игор был игроком хоккейного клуба «Олимпия» из Любляны и выступал за сборную Югославии. В составе хоккейной сборной Югославии он выступил на зимних Олимпийских играх 1964 года в Инсбруке. Является единственным югославским и словенским спортсменом, выступавшим одновременно на летних и зимних Играх.